# Yamamotoa
Yamamotoa — рід грибів родини Asterinaceae. Назва вперше опублікована 1960 року.

## Види
База даних Species Fungorum станом на 25.10.2019 налічує 2 види роду Yamamotoa:
- Yamamotoa carludovicae (Bat.) Arx & E.Müll., 1975
- Yamamotoa guarapensis Bat. & Maia, 1960